# Channel One Cup 2012
Channel One Cup 2012 byl turnaj v rámci série Euro Hockey Tour 2012/2013, který probíhal od 13. do 16. prosince 2012. Úvodní zápas turnaje mezi finskou a českou hokejovou reprezentací proběhl v Hartwall areně ve finských Helsinkách, ostatní zápasy proběhly v Megasport Areně v Moskvě. Reprezentace České republiky nevyhrála na turnaji ani jeden zápas a skončila bez zisku jediného bodu na posledním místě.

## Zápasy
| 13. prosince 2012 17:30 SEČ | Finsko | 3 – 2 (0:1, 2:0, 1:1) | Česko | Hartwall Arena, Helsinky Návštěvnost: 7805 |  |

| Report                                                 |                                                        |          |                                  |                                       |
| Ari Ahonen                                             | Ari Ahonen                                             | Brankáři | Alexander Salák                  | Rozhodčí: Mikael Nord Mikael Sjöqvist |
| Oskar Osala 23' Antti Pihlström 36' Teemu Ramstedt 54' | Oskar Osala 23' Antti Pihlström 36' Teemu Ramstedt 54' |          | 1' Zdeněk Kutlák 60' Aleš Hemský | Rozhodčí: Mikael Nord Mikael Sjöqvist |
| 8 min                                                  | 8 min                                                  | Tresty   | 12 min                           | Rozhodčí: Mikael Nord Mikael Sjöqvist |
| 32                                                     | 32                                                     | Střely   | 23                               | Rozhodčí: Mikael Nord Mikael Sjöqvist |

| 13. prosince 2012 17:00 SEČ | Švédsko | 1 – 5 (1:0, 0:4, 0:1) | Rusko | Megasport Arena, Moskva Návštěvnost: 14 000 |  |

| Report                 |                        |          | |                                          |
| Anders Lindbäck        | Anders Lindbäck        | Brankáři | Konstantin Barulin                                                                                      | Rozhodčí: Jari Leppaäalho Alexej Rantala |
| Nicklas Danielsson 11' | Nicklas Danielsson 11' |          | 21' Jevgenij Medveděv 32' Sergej Mozjakin 33' Alexandr Ovečkin 35' Alexandr Radulov 41' Sergej Mozjakin | Rozhodčí: Jari Leppaäalho Alexej Rantala |
| 12 min                 | 12 min                 | Tresty   | 16 min                                                                                                  | Rozhodčí: Jari Leppaäalho Alexej Rantala |
| 27                     | 27                     | Střely   | 18 | Rozhodčí: Jari Leppaäalho Alexej Rantala |

| 15. prosince 2012 11:00 SEČ | Rusko | 6 – 0 (2:0, 2:0, 2:0) | Česko | Megasport Arena, Moskva Návštěvnost: 14 000 |  |

| Report |                  |          |                                 |                                          |
| Vasilij Košečkin                                                                                               | Vasilij Košečkin | Brankáři | Ondřej Pavelec, Alexander Salák | Rozhodčí: Jari Leppaäalho Alexej Rantala |
| Alexandr Radulov 9' Pavel Dacjuk 17' Sergej Mozjakin 25' Pavel Dacjuk 28' Jevgenij Malkin 50' Pavel Dacjuk 51' |                  |          |                                 | Rozhodčí: Jari Leppaäalho Alexej Rantala |
| 10 min | 10 min           | Tresty   | 10 min                          | Rozhodčí: Jari Leppaäalho Alexej Rantala |
| 25 | 25               | Střely   | 29                              | Rozhodčí: Jari Leppaäalho Alexej Rantala |

| 15. prosince 2012 15:00 SEČ | Finsko | 1 – 4 (0:2, 0:0, 1:2) | Švédsko | Megasport Arena, Moskva Návštěvnost: 1500 |  |

| Report            |                   |          |                                                                                  |                                               |
| Joni Ortio        | Joni Ortio        | Brankáři | Jhonas Enroth                                                                    | Rozhodčí: Vjačeslav Bulanov Konstantin Olenin |
| Mikko Mäenpää 53' | Mikko Mäenpää 53' |          | 4' Fredrik Pettersson 5' Niklas Persson 58' Nicklas Danielsson 60' Victor Hedman | Rozhodčí: Vjačeslav Bulanov Konstantin Olenin |
| 6 min             | 6 min             | Tresty   | 8 min                                                                            | Rozhodčí: Vjačeslav Bulanov Konstantin Olenin |
| 23                | 23                | Střely   | 23                                                                               | Rozhodčí: Vjačeslav Bulanov Konstantin Olenin |

| 16. prosince 2012 11:00 SEČ | Rusko | 3 – 1 (0:0, 2:1, 1:0) | Finsko | Megasport Arena, Moskva Návštěvnost: 14 000 |  |

| Report                                                  |                                                         |          |                   |                                       |
| Konstantin Barulin                                      | Konstantin Barulin                                      | Brankáři | Ari Ahonen        | Rozhodčí: Vladimír Šindler Jan Hribik |
| Vadim Šipačev 29' Jevgenij Malkin 31' Ilja Kovalčuk 42' | Vadim Šipačev 29' Jevgenij Malkin 31' Ilja Kovalčuk 42' |          | 36' Mikko Mäenpää | Rozhodčí: Vladimír Šindler Jan Hribik |
| 6 min                                                   | 6 min                                                   | Tresty   | 16 min            | Rozhodčí: Vladimír Šindler Jan Hribik |
| 23                                                      | 23                                                      | Střely   | 31                | Rozhodčí: Vladimír Šindler Jan Hribik |

| 16. prosince 2012 15:00 SEČ | Česko | 0 – 4 (0:1, 0:1, 0:2) | Švédsko | Megasport Arena, Moskva Návštěvnost: 2100 |  |

| Report          |                 |          |                                                                                |                                       |
| Alexander Salák | Alexander Salák | Brankáři | Jhonas Enroth                                                                  | Rozhodčí: Sergej Kulakov Roman Gofman |
|                 |                 |          | 6' Marcus Johansson 37' Patric Hörnqvist 47' Carl Söderberg 59' Joel Lundqvist | Rozhodčí: Sergej Kulakov Roman Gofman |
| 10 min          | 10 min          | Tresty   | 10 min                                                                         | Rozhodčí: Sergej Kulakov Roman Gofman |
| 33              | 33              | Střely   | 27                                                                             | Rozhodčí: Sergej Kulakov Roman Gofman |

## Tabulka
| Poř. | Tým     | Z | V | VP | PP | P | VG | OG | B |
| ---- | ------- | - | - | -- | -- | - | -- | -- | - |
| 1.   | Rusko   | 3 | 3 | 0  | 0  | 0 | 14 | 2  | 9 |
| 2.   | Švédsko | 3 | 2 | 0  | 0  | 1 | 9  | 6  | 6 |
| 3.   | Finsko  | 3 | 1 | 0  | 0  | 2 | 5  | 9  | 3 |
| 4.   | Česko   | 3 | 0 | 0  | 0  | 3 | 2  | 13 | 0 |